# Pierre Campana
Pierre Campana (Bastia, 1 mei 1985) is een Frans rallyrijder afkomstig uit Corsica.

## Carrière
Pierre Campana debuteerde in 2004 in de rallysport. Tijdens de Rally van Corsica in 2007 maakte hij zijn eerste optreden in het wereldkampioenschap rally. Een jaar later nam hij wederom deel aan de rally en eindigde met een Renault Clio R3 21e algemeen en derde in de Junior World Rally Championship categorie. In 2010 nam hij aan drie rally's deel van de Intercontinental Rally Challenge, met als beste resultaat een twaalfde plaats in Monte Carlo en Ieper (en in beide ook tweede in de tweewielaangedreven klasse).
In 2011 keerde hij terug in Monte Carlo, ditmaal eindigend als 14e algemeen en winnaar in zijn klasse. Later dat jaar nam hij in Corsica deel met een Peugeot 207 S2000, waarmee hij als vierde over de streep kwam. Terugkerend in het WK, maakte Campana tijdens de Rally van Duitsland zijn debuut achter het stuur van een World Rally Car in een Mini John Cooper Works WRC, ingeschreven door de Franse autosport federatie (FFSA). Hij greep naar zijn eerste WK-kampioenschapspunten in Frankrijk, waar hij als negende eindigde. In 2012 reed Campana in Monte Carlo, nu terugkerend als WK-ronde, voor het fabrieksteam van Mini als tweede rijder naast Daniel Sordo. Hij eindigde de rally als zevende algemeen, maar tot meer uitingen kwam het niet. Later dat jaar behaalde hij met een 207 S2000 nog wel een derde plaats tijdens de IRC-ronde van Corsica.

## Complete resultaten in het wereldkampioenschap rally
| Seizoen | Inschrijving          | Auto                       | 1     | 2   | 3   | 4   | 5   | 6   | 7   | 8   | 9      | 10  | 11     | 12      | 13      | 14  | 15  | 16  | Pos. | Punten |
| ------- | --------------------- | -------------------------- | ----- | --- | --- | --- | --- | --- | --- | --- | ------ | --- | ------ | ------- | ------- | --- | --- | --- | ---- | ------ |
| 2007    | Pierre Campana        | Citroën C2 R2              | MON   | ZWE | NOR | MEX | POR | ARG | ITA | GRI | FIN    | DUI | NZL    | SPA     | FRA DNF | JPN | IER | GBR | –    | 0      |
| 2008    | Pierre Campana        | Renault Clio R3            | MON   | ZWE | MEX | ARG | JOR | ITA | GRI | TUR | FIN    | DUI | NZL    | SPA     | FRA 21  | JPN | GBR |     | –    | 0      |
| 2011    | Équipe de France FFSA | Mini John Cooper Works WRC | ZWE   | MEX | POR | JOR | ITA | ARG | GRI | FIN | DUI 18 | AUS | FRA 9  | SPA DNS | GBR     |     |     |     | 27   | 2      |
| 2012    | Mini WRC Team         | Mini John Cooper Works WRC | MON 7 | ZWE | MEX | POR | ARG | GRI | NZL | FIN | DUI    | GBR | FRA    | ITA     | SPA     |     |     |     | 21   | 6      |
| 2015    | Pierre Campana        | Citroën DS3 R3T Max        | MON   | ZWE | MEX | ARG | POR | ITA | POL | FIN | DUI    | AUS | FRA 28 | SPA     | GBR     |     |     |     | –    | 0      |